# Снежная королева (мультфильм, 1957)
«Снежная королева» — советский мультипликационный фильм, экранизация одноимённой сказки (1844) Ханса Кристиана Андерсена. Девятый полнометражный мультфильм студии «Союзмультфильм».

## Сюжет

Кай и Герда

Повествование ведётся от лица гнома-волшебника Оле-Лукойе. В одном городе живут по соседству двое детей, Кай и Герда, которые любят друг друга, как брат и сестра. Их семьи выращивают цветы на водосточном жёлобе, соединявшем их дома. Летом Кай и Герда любят сидеть там и ухаживать за цветами. В знак своей дружбы и любви дети сажают две красивые розы — белую и красную — в один общий горшок.
Зимой дети любят собираться в доме Герды и слушать сказки, которые им рассказывает её бабушка. Однажды она рассказывает детям о Снежной королеве, которая насылает снежные вьюги. Герда пугается её, но Кай, чтобы успокоить подругу, шутит, что, встретив королеву, он посадил бы её на горячую печку, и тогда та бы растаяла. Именно в этот момент сама Снежная Королева, глядя в своё волшебное зеркало (в котором она может видеть все земли, в которых идёт снег), слышит слова Кая и в ярости разбивает зеркало, после чего заколдовывает осколки, призывая их летать по свету и впиваться в людские глаза и сердца, чтобы те стали бесчувственными и злыми. Один из этих осколков попадает Каю в глаз, а другой — в его сердце. Характер мальчика сразу же меняется, и он становится равнодушным, злым и холодным, отчего начинает обижать Герду и передразнивать её бабушку.
В один из дней Кай идёт на площадь кататься на санках. Герда просится идти вместе с Каем, и тот притворно соглашается, но при этом всё делает так, чтобы Герда упала с санок и заплакала от боли. Кай смеётся над ней и уходит на площадь. Там он игнорирует подзывающих его детей, после чего неожиданно поднимается метель, и на площади внезапно появляется Снежная королева в больших санях. Кай на глазах у Герды привязывает к её саням свои и уезжает, хотя Герда пытается остановить его. Вскоре они выезжают за город, и Снежная королева сажает Кая к себе в сани, окончательно заморозив его, и увозит к себе во дворец.
Когда наступает весна, и Кай не возвращается, Герда решает сама отправиться на его поиски. Сначала она спрашивает про Кая у ласточек, а потом у козлёнка, но получает от каждого отрицательный ответ. Думая, что Кай утонул, Герда бросает в реку свои новые башмачки, однако волна возвращает их обратно. Тогда Герде приходится кинуть башмачки в середине реки с помощью лодки. В итоге Герда приплывает к дому старушки-чародейки, в цветнике которой всегда царит лето. Её чары заставляют главную героиню забыть обо всём на свете, но однажды ночью девочка видит две розы, красную и белую, которые помогают ей вспомнить про Кая, и Герда сбегает из цветника. Дальше на своём пути она встречает большого чёрного ворона Каракса, чья невеста живёт в королевском дворце. Каракс рассказывает, что недавно во дворце появился принц, очень похожий на Кая, и очень понравился принцессе — они стали неразлучными друзьями. После дворцового бала и салюта Герда с помощью ворона и его невесты проникает во дворец, после чего девочка идёт в спальню с фонарём (Каракс тайно взял его у спящих стражников на входе). Но разбудив принца, Герда видит, что он не похож на её названого брата, и упускает в страхе фонарь — последний при падении разбивается вдребезги и гаснет. Принцесса, услышав звук разбитого фонаря, тоже просыпается и в страхе зовёт стражников, которые задержали ворон. Когда принц включил во дворце свет, Герда рассказала ему о случившемся. Вставшая с кровати принцесса видит, что делают стражники с воронами, и велит им отпустить птиц, после чего выйти из спальни. Герда ужасно расстроилась из-за того, что обозналась. Принцесса, подсев к Герде, почувствовала трогательность.
А что же Кай? Он находится во дворце Снежной королевы, где складывает из льдинок различные фигуры. Королева часто говорила ему, что аромата цветов, красоты, радости, стихов поэтов и любви нет, и он обо всём этом не знает, но всё ещё помнит Герду. Снежная королева обещает Каю забыть и Герду, сделав его сердце «совсем ледяным».
В это время принц и принцесса дарят Герде золотую карету с кучером и слугами, новые башмачки и красивую одежду. Главная героиня снова отправляется в путь, но в лесу на неё нападают разбойники и берут в плен вместе с золотом и мехами. Маленькая разбойница, дочка атаманши, оставляет девочку у себя. Она показывает Герде свой зверинец, в котором находятся северный олень из Лапландии, лесные голуби и другие животные. Услышав историю Герды, голуби говорят, что видели Кая в санях Снежной королевы, и что они направлялись в Лапландию. Маленькая разбойница, растроганная добротой Герды, отпускает девочку вместе с северным оленем на поиски Кая, оставив себе её муфту. На прощание Герда целует разбойницу, и та, разрыдавшись от отчаяния, освобождает всех своих животных-пленников. Услышав плач хозяйки, пленники вернулись пожалеть её, но та всячески прогоняет их.
Северный олень привозит Герду к старой лапландке, которая через неё передаёт письмо в виде сушёной рыбы к старой финке, живущей возле царства Снежной королевы. Олень просит могучую колдунью-финку дать Герде «силу двенадцати богатырей», но она отвечает, что нет большей силы, чем смелое и преданное сердце девочки. Узнав, что нужно торопиться, Герда моментально уезжает, забыв все вещи, ещё до этого подаренные принцем и принцессой. В царство Снежной королевы главная героиня приходит одна, так как северный олень, будучи обессиленным, не смог сопроводить её туда из-за поднявшейся метели.
Во дворце Снежной королевы посиневший от холода Кай всё ещё складывает из льдинок фигуры. Он грубо просит Герду уйти, чем доводит её до слёз. В последней попытке она обнимает его, и её слёзы растапливают осколок в его сердце. Кай чувствует боль в сердце и плачет, из-за чего из его глаза выпадает второй осколок. Он приходит в себя и становится прежним, и дети веселятся, но тут во дворец возвращается Снежная королева. Однако Герда даёт ей отпор, и королева исчезает вместе со своим дворцом.

Дети счастливо возвращаются домой, встречая по дороге всех тех, кто помогал им воссоединиться. У Кая и Герды снова расцветают розы, и из розы Герды выходит Оле-Лукойе, завершая мультфильм обращением к зрителям: 
Смею думать, что у них и у вас впереди ещё много чудесных сказок. А это вы и сами понимаете.

## Над фильмом работали
- Сценарий: Георгия Гребнера, Льва Атаманова, Николая Эрдмана
- Стихи: Николая Заболоцкого
- Текст песни: Михаила Светлова
- Режиссёр-постановщик: Лев Атаманов (арм. Լևոն Ատամանյան)
- Режиссёр: Николай Фёдоров
- Художники-постановщики: Александр Винокуров, Леонид Шварцман (в титрах как «И. Шварцман»)
- Художники-мультипликаторы:
  - Фёдор Хитрук,
  - Елена Хлудова,
  - Константин Чикин,
  - Рената Миренкова,
  - Татьяна Фёдорова,
  - Владимир Крумин,
  - Лидия Резцова,
  - Виктор Лихачёв,
  - Игорь Подгорский,
  - Вадим Долгих,
  - Елизавета Комова,
  - Геннадий Новожилов
- Оператор: Михаил Друян
- Композитор: Артемий Айвазян
- Звукооператор: Николай Прилуцкий
- Монтажёр: Лидия Кякшт
- Ассистенты художников: Борис Корнеев, Лидия Модель, А. Дудников
- Ассистенты режиссёра: Вера Шилина, Л. Горячёва, Нина Орлова
- Ассистенты оператора: Нина Климова, Екатерина Ризо
- Художники фонов: Ирина Светлица, Ольга Геммерлинг, Пётр Коробаев, Дмитрий Анпилов
- Директор картины: Фёдор Иванов

## Роли озвучивали
| Роль                 | Оригинал           | Восстановленная версия 1982 года | (1959)          | (1998)           | [ 1 ]             | Флаг Италии      | Флаг Франции   | [ 2 ]            | [ 3 ]            |
| -------------------- | ------------------ | -------------------------------- | --------------- | ---------------- | ----------------- | ---------------- | -------------- | ---------------- | ---------------- |
| Оле-Лукойе           | Владимир Грибков   | Олег Анофриев                    | Пол Фрис        | Микки Руни       | Пауль Ливит       | Эрнесто Калиндри | Филипп Дюма    | Ганс Линдгрен    | Эстебан Сийер    |
| Кай                  | Анна Комолова      | Мария Овчинникова                | Томми Кирк      |                  | Хартмут Бекер     | Анна Лелио       | Смайн Файруз   | Агнета Больме    | Калимба Маричаль |
| Герда                | Янина Жеймо        | Лина Будник                      | Сандра Ди       | Кирстен Данст    | Хайди Вайгельт    | Мареза Галло     |                | Гунилла Ларсен   | Габи Угарте      |
| Снежная королева     | Мария Бабанова     | Елена Проклова                   | Луиза Артур     | Кэтлин Тёрнер    | Мария Кюне        | Рената Негри     | Катрин Денёв   | Марина Беннет    | Магда Гинер      |
| Бабушка              | Вера Попова        |                                  | Лилиан Байеф    |                  | Белла Вальдриттер |                  |                | Мод Эдельсон     | Беатрис Агирре   |
| Старая фея           | Ирина Мурзаева     | Зинаида Нарышкина                | Джун Форей      |                  |                   | Анабель Мендез   |                |                  |                  |
| Ворон                | Сергей Мартинсон   |                                  | Пол Фрис        | Ханнес В. Браун  | Стэн Карлберг     |                  |                |                  |                  |
| Ворона               | Елена Понсова      | Джун Форей                       |                 | Гуннель Оден     |                   |                  |                |                  |                  |
| Принц                | Вера Бендина       | Светлана Харлап                  | Дик Билз        | Гуннель Оден     | Рикардо Техедо    |                  |                |                  |                  |
| Принцесса            | Татьяна Линник     | Клара Румянова                   | Джойс Терри     | Гунилла Ларсен   | Патрисия Анидес   |                  |                |                  |                  |
| Маленькая разбойница | Галина Кожакина    | Мария Виноградова                | Патти Маккормак | Лора Сан Джакомо | Эрика Трумпф      | Джинелла Бертаки | Гунилла Ларсен | Моника Виясеньор |                  |
| Старая разбойница    | Юдифь Глизер       | Георгий Милляр                   | Джун Форей      |                  |                   |                  |                | Мод Эдельсон     |                  |
| Олень                | Алексей Консовский |                                  |                 |                  |                   |                  |                | Стэн Карлберг    | Гильермо Кориа   |
| Лапландка            | Юдифь Глизер       |                                  |                 |                  |                   |                  |                |                  |                  |
| Финка                | Мария Синельникова |                                  |                 |                  |                   |                  |                |                  |                  |

## Фестивали и премии
- 1957 — IX МКФ для детей и юношества в Венеции (Италия): Первая премия
- 1958 — XI МКФ в Каннах (Франция): Приз за полнометражный мультфильм
- 1958 — Международный фестиваль анимационных фильмов в Риме (Италия): Первая премия
- 1958 — Всесоюзный кинофестиваль в Москве (СССР): Особый приз фильму, удостоенному наград на разных фестивалях
- 1959 — III Международный смотр фестивальных фильмов в Лондоне (Англия): Приз

Ретроспективы
- 2000 — XIII Международный кинофестиваль TIFF[англ.] в Токио (Япония)
- 2006 — XIV Фестиваль русского кино в Онфлере (Франция)
- 2008 — XXXVI Международный кинофестиваль в Ла-Рошель (Франция)
- 2010 — VIII Русский фестиваль в По (Франция)
- 2010 — Ретроспектива студии «Союзмультфильм» во Французской синематеке, Париж (Франция)
- 2011 — XIII Международный кинофестиваль «Сказка» в Москве (Россия)
- 2011 — V Фестиваль русского кино «Спутник над Польшей» в Варшаве (Польша)
- 2011 — XI Международный фестиваль анимационных фильмов FICAM в Мекнесе (Марокко)
- 2012 — V Кинофорум «Я и семья» в Москве (Россия)[5]

## Особенности создания
Внешность Снежной Королевы резко отличается от внешности остальных персонажей мультфильма. Это объясняется тем, что Снежную королеву рисовали способом «ротоскопирование» с озвучивавшей её актрисы Марии Бабановой (в отечественной мультипликации этот метод назывался «эклер» — по марке фирмы-производителя длинного стола, на котором осуществлялись все манипуляции, — и был широко распространен в 1940—1950-е годы). При этом способе полностью загримированную актрису снимали на плёнку, а потом полученное изображение покадрово переводили в рисунки на целлулоид.
Янина Жеймо, которая озвучивала Герду, тоже участвовала в «ротоскопировании» её героини, но лишь для некоторых сцен. Образ Оле-Лукойе был нарисован без всяких вспомогательных съёмок, за его анимацию лично отвечал Фёдор Хитрук. Художественные образы персонажей создал Леонид Шварцман, а второй художник картины — Александр Винокуров, отвечал за разработку декораций и фонов.

## Оценки мультфильма
Киновед Л. Закржевская утверждала, что мультфильм «Снежная королева» безусловно являет собой один из лучших образцов всемирной классической мультипликации.
Знаменитый режиссёр-мультипликатор И. П. Иванов-Вано писал, что «фильм „Снежная королева“ — один из шедевров нашей мультипликационной классики».
Японский режиссёр-аниматор Хаяо Миядзаки признавался, что фильм Атаманова «Снежная королева» оказал решающее влияние, когда он выбирал то, чем будет заниматься в жизни.
По версии сайта «Киноэксперт», «Снежная королева» занимает первое место среди советских мультфильмов, популярных за рубежом.